# Pornografía zombi
La pornografía zombi es un subgénero de la pornografía que involucra zombis, un tipo de muerto viviente con apetitos incontrolables pero sin deseo personal. Las películas del subgénero surgieron durante un auge en la industria de la explotación sexual italiana de la década de 1980 y tuvieron un estreno menor en los Estados Unidos durante la siguiente década, pero su uso del sexo zombi fue principalmente para sorprender al espectador. El cineasta Bruce LaBruce estrenó Otto; or, Up with Dead People (2008) y L.A. Zombie (2010), dos destacadas películas pornográficas de zombis gay que los académicos consideran que subvierten los tropos homofóbicos sobre la vida gay; en las películas, la zombificación es físicamente similar al SIDA, una enfermedad típicamente asociada con los hombres homosexuales. Si bien el porno de zombis puede resultar atractivo para algunos porque rompe tabúes relacionados con la necrofilia y juega con el miedo a la castración de los espectadores masculinos, los zombis también son criaturas feroces que pueden destruir a sus parejas sexuales. Como resultado, el género sigue siendo en gran medida poco atractivo.

## Antecedentes
Los zombis han sido parte de la cultura popular estadounidense desde principios del siglo XX y sus primeras representaciones se basaron en el folclore haitiano y africano. En las primeras representaciones, los zombis no eran realmente seres no muertos, sino personas vivas sin conciencia, animadas por magia. Los zombis estadounidenses modernos se basan en La noche de los muertos vivientes (1968), una película de George A. Romero llamada «texto ur zombie moderno» por la académica en estudios pornográficos Shaka McGlotten. Según McGlotten, el zombi está asociado con Haití a través de las reacciones del mundo occidental a la Revolución haitiana, donde los esclavos se liberaron del dominio francés y desafiaron el sistema económico dominante, que fue visto «como una cuestión de derramamiento de sangre ... y destrucción material sin límites».

## Surgimiento y ejemplos

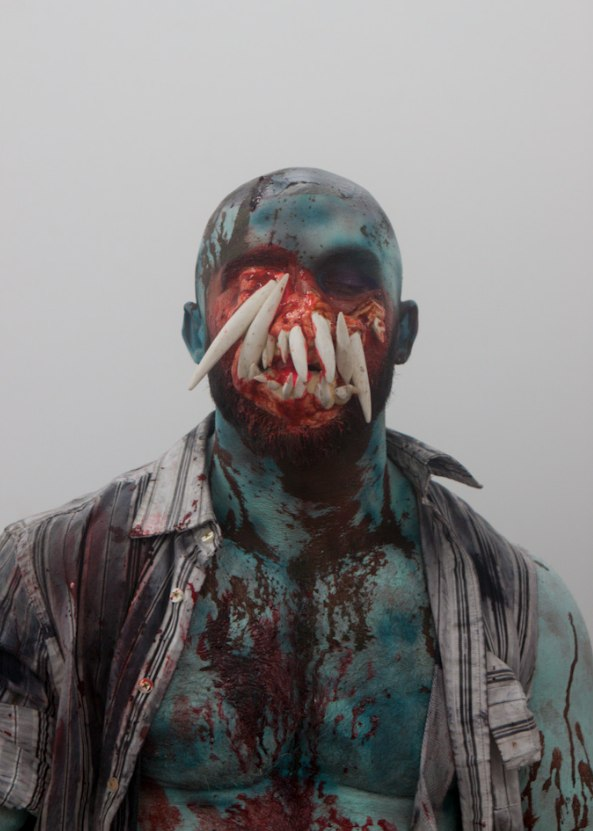
François Sagat en el set de L.A. Zombie.

En la década de 1980, el porno zombi comenzó a surgir durante un aumento en los lanzamientos italianos de explotación sexual, como en la película de Joe D'Amato Las noches eróticas de los muertos vivientes (1980). [La primera película pornográfica real con zombis fue Orgasmo Esotico (Orgasmo erótico), estrenada en 1982 y dirigida por D'Amato y Mario Siciliano. En la década de 1990, se estrenaron algunas películas pornográficas de zombis estadounidenses poco conocidas, incluidas The Necro Files (1997) y Zombie Ninja Gangbangers (Jeff Cantauri, 1998). El tema predominante de estas películas era el canibalismo, y la sexualidad zombie no era un foco principal; su valor instrumental era más bien sorprender aún más al espectador.
El porno zombi representaba exclusivamente sexo heterosexual hasta 2008, cuando Vidkid Timo lanzó At Twilight Come the Flesh-Eaters, una imitación gay de Night of the Living Dead. Bruce LaBruce produjo dos películas porno gay de zombies, Otto; or, Up with Dead People (2008) y L.A. Zombie (2010). Otto; or, Up with Dead People trata sobre Otto, un zombi gay con amnesia, y Medea Yarn, una cineasta que quiere crear la película llamada Up with Dead People, una película porno gay de zombies, que muestra el sexo de los zombis provocando una revolución contra los vivos. L.A. Zombie gira en torno a un zombi (interpretado por François Sagat) que deambula por Los Ángeles, «follándose a jóvenes muertos para devolverles la vida». El personaje de Sagat tiene relaciones sexuales con los muertos, masturbándose sobre ellos o penetrando sus heridas en la carne y el ano con su pene con púas, y su eyaculación los reanima.
Cuando L.A. Zombie fue objeto de clasificación en Nueva Zelanda, la junta de clasificación dijo que debido a que el protagonista de la película se vuelve «cada vez más solitario, aislado y monstruoso» debido a su actividad sexual, no «normalizaba» tener relaciones sexuales con personas muertas (necrofilia). Como resultado, no fue prohibido por las leyes de obscenidad. Por el contrario, la junta de clasificación australiana prohibió la película unas semanas antes de la fecha prevista para su exhibición en el Festival Internacional de Cine de Melbourne (MIFF), y el MIFF no pudo proyectarla. En respuesta, el Festival de Cine Underground de Melbourne realizó una proyección clandestina el 29 de agosto de 2010. Si bien esta proyección fue ilegal, las autoridades australianas no allanaron el festival clandestino, sino que registraron la casa del director y le ordenaron que donara 750 dólares a un hospital infantil.
En el siglo XXI, los paisajes sonoros del porno zombi siguen siendo «un protogénero emergente» de música.

## Análisis
James J. Ward, profesor del Cedar Crest College, sugiere que las transgresiones de los tabúes contra la necrofilia en la pornografía zombie y el miedo a la castración de los espectadores masculinos pueden resultar atractivos para algunos. Al mismo tiempo, sostiene que debido a que el sexo con zombies «aumenta la probabilidad de» que los participantes sean literalmente destruidos, porque los zombis portan inmundicia y enfermedades, y porque el zombie está ontológicamente en blanco, «no tienen conciencia ni afecto» y están impulsados por «el más primitivo y carnal de todos los deseos» (comer): el porno de zombis sigue siendo en gran medida poco atractivo. Concluye que el porno de zombis no es nuevo ni atractivo. La filósofa feminista Kelly Oliver escribe que la pornografía zombi, al igual que la pornografía snuff, es una especie de «pseudonecrofilia» (muy similar a la violación) que refleja las actitudes sexuales agresivas de algunos hombres. La película Deadgirl (2008; a veces etiquetada como una especie de pornografía de tortura), donde una mujer zombi es convertida en esclava sexual y violada repetidamente, es un ejemplo dado por Oliver y el investigador de terror Steve Jones.
Según la estudiosa queer Jasmine McGowan, Otto y L.A. Zombie son películas transgresoras porque «invierten los tropos homofóbicos de la enfermedad y el contagio». Las manifestaciones físicas de la enfermedad en el zombi (llagas, atrofia, carne podrida) son similares en algunos aspectos a la progresión del SIDA, que es una enfermedad asociada con la homosexualidad. McGlotten escribió que las películas de LaBruce (ambas sobre sexo gay con zombis) evocan pensamientos no sólo de muerte, sino también de vida, y que plantean la teoría de que «algunos tipos de muerte ... pueden ser peores que otros, y algunos se están animando o reanimando». Dice que esta postura contradictoria recuerda el trabajo académico de Leo Bersani, Lee Edelman y Tim Dean, todos los cuales «han buscado ... recuperar» las asociaciones entre la sexualidad gay y la muerte. Destacan, sin embargo, que las películas de LaBruce son más esperanzadoras que teorías como las de Edelman (teorías construidas a partir de personas homosexuales que rechazan la vida social) porque ofrecen alternativas (como comunidades sexuales públicas), similares al arte queer del fracaso, un concepto queer teórico Jack Halberstam.
El análisis académico del subgénero es, según la estudiosa de zombies Sarah Juliet Lauro, limitado porque no toma en consideración los orígenes haitianos de la figura. Ella dice que figuras como zombie matelas (zombis de colchón), una clase haitiana de esclavos sexuales zombies, son informativas para comprender el posible alcance de la agencia en el porno zombie.

### Citas
1. ↑  McGlotten y Vangundy, 2013, p. 101.
2. ↑  
Grilli, 2012, p. 47; McGlotten, 2014, p. 363.
3. ↑  Grilli, 2012, p. 47.
4. ↑  McGlotten, 2014, p. 363.
5. ↑  McGlotten, 2014, p. 366.
6. ↑  
Brioni, 2013, p. 173; Ward, 2015, p. 212.
7. ↑  Jones, 2011, pp. 48, 207.
8. 1 2  Ward, 2015, p. 212.
9. ↑  Jones, 2011, pp. 48, 209.
10. ↑  Elliott-Smith, 2014, p. 143.
11. ↑  McGlotten, 2014, pp. 360–361.
12. ↑  McGlotten, 2014, pp. 362–363.
13. ↑  Ojeda-Sagué, 2021, p. 108.
14. ↑  McGlotten, 2014, pp. 363, 373.
15. ↑  Elliott-Smith, 2014, p. 153.
16. 1 2  Fix, 2018, p. 154.
17. 1 2 3  Dalton y Schubert, 2011, p. 32.
18. ↑  Björnberg, 2013, p. 136.
19. ↑  Ward, 2015, p. 213.
20. ↑  Ward, 2015, pp. 214–216.
21. ↑  Ward, 2015, p. 217.
22. ↑  Oliver, 2016, pp. 94–95.
23. ↑  
Jones, 2013, p. 525; Oliver, 2016, pp. 94–95.
24. ↑  McGowan, 2012, p. 69.
25. ↑  Elliott-Smith, 2014, p. 144.
26. 1 2  McGlotten, 2014, p. 362.
27. ↑  McGlotten, 2014, pp. 373–374.
28. 1 2  Lauro, 2016, pp. 140–141.